# Suport

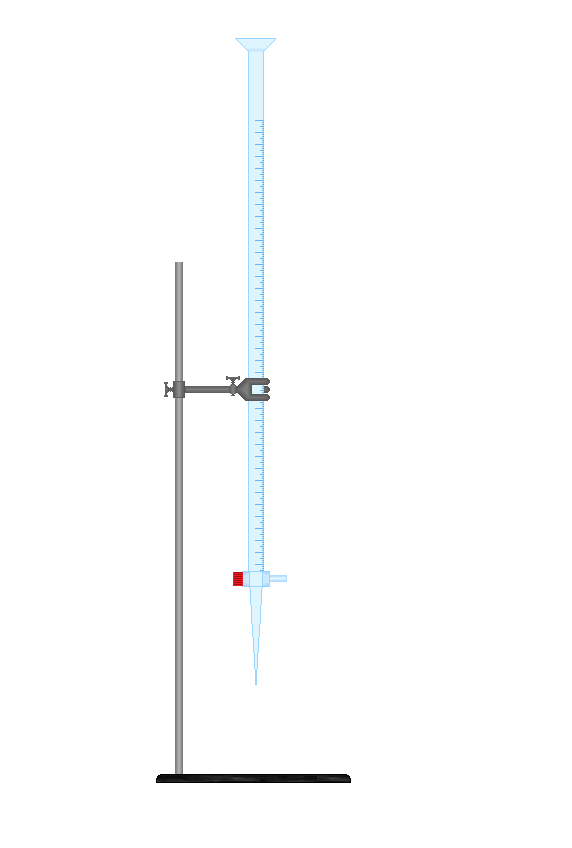
Bureta fixada amb una pinça a un suport

Un suport és una barra cilíndrica vertical fixada a una base o a un peu pesant. És emprat sobretot per a fixar-hi els muntatges de laboratori i les buretes.